# Duelo ao Sol

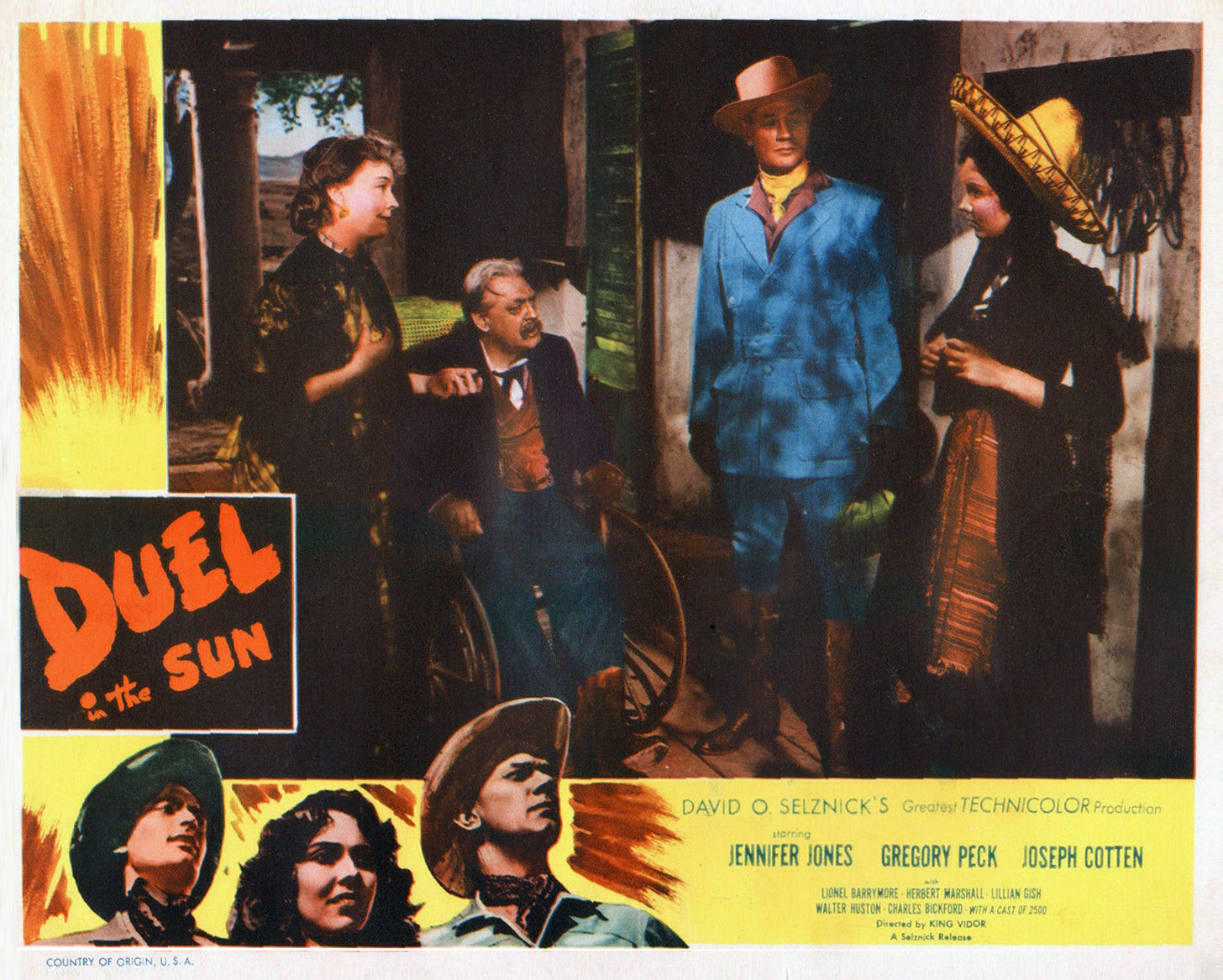
Filmposter.

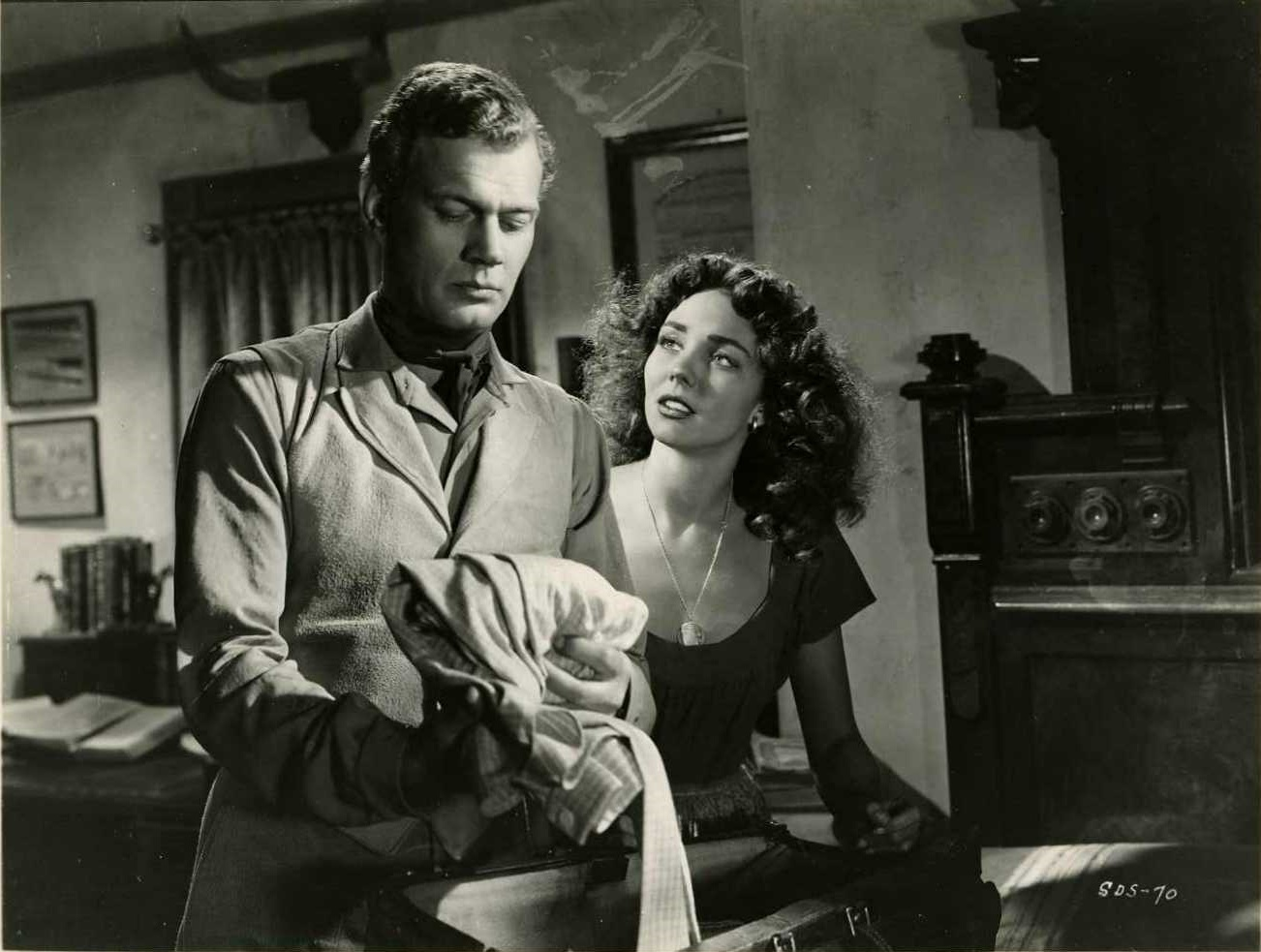
Joseph Cotten and Jennifer Jones.

Duel in the Sun (bra/prt Duelo ao Sol) é um filme estadunidense de 1946, dos gêneros faroeste e drama romântico, dirigido por King Vidor e William Dieterle, com roteiro de David O. Selznick e Oliver H.P. Garrett baseado no romance Duel in the Sun, de Niven Busch.
Selznick esperava com essa nova produção repetir o sucesso de Gone with the Wind, mas o filme gerou controvérsias pelo alto teor sensual da história e pelo relacionamento dele com a protagonista Jennifer Jones. Mesmo assim, obteve ótima bilheteria nos Estados Unidos, arrecadando US$ 11,3 milhões no lançamento.
Foi um dos primeiros filmes a ter um álbum com a trilha sonora, composta por Dimitri Tiomkin. A RCA Victor incluiu a condução da Orquestra Sinfônica de Boston pelo maestro Arthur Fiedler.[carece de fontes?]

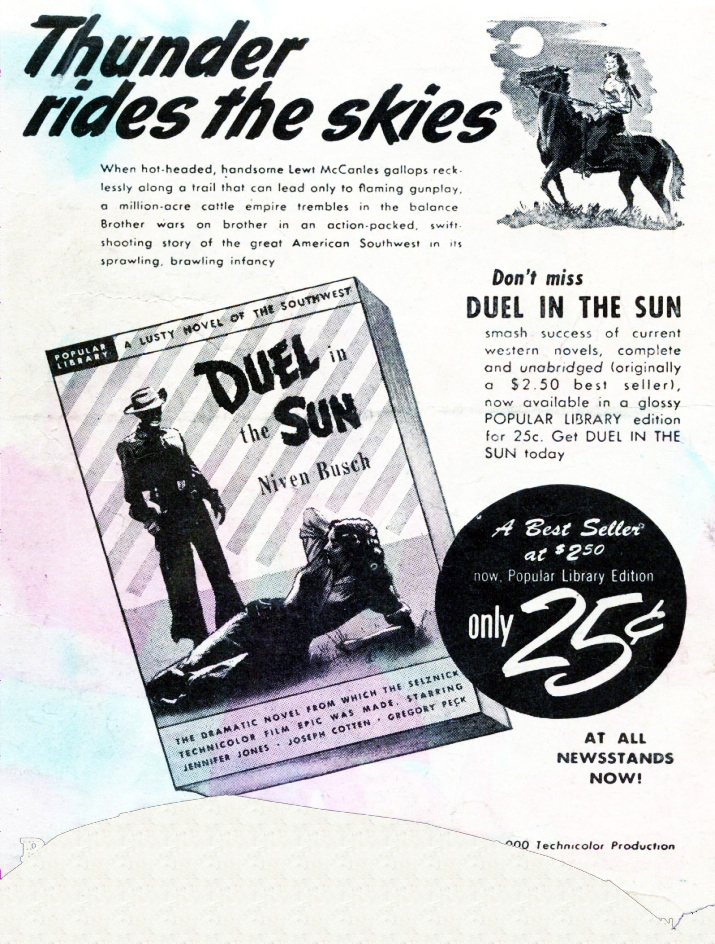
Anúncio de edição do romance (1947)

## Sinopse
Após o enforcamento de seu pai, uma bela mestiça vai morar numa fazenda e se torna alvo da disputa entre dois irmãos, um advogado cavalheiro e um desordeiro, que se tornarão inimigos irreconciliáveis.

## Elenco
- Jennifer Jones .... Pearl Chavez
- Joseph Cotten .... Jesse McCanles
- Gregory Peck .... Lewton "Lewt" McCanles
- Lionel Barrymore .... Jackson McCanles
- Herbert Marshall .... Scott Chavez
- Lillian Gish .... Laura Belle McCanles
- Walter Huston .... Jubal Crabbe, o pregador
- Charles Bickford .... Sam Pierce
- Harry Carey .... Lem Smoot
- Charles Dingle .... xerife Hardy
- Sidney Blackmer .... amante da sra. Chavez
- Butterfly McQueen .... Vashti
- Otto Kruger .... sr. Langford
- Joan Tetzel .... Helen Langford
- Tilly Losch .... sra. Chavez

## Prêmios e indicações
| Prêmio     | Categoria                | Recipiente     | Resultado |
| ---------- | ------------------------ | -------------- | --------- |
| Oscar 1947 | Melhor atriz             | Jennifer Jones | Indicada  |
| Oscar 1947 | Melhor atriz coadjuvante | Lillian Gish   | Indicada  |